# Rzeźba renesansu
Rzeźbę renesansową można podzielić na architektoniczną i od architektury niezależną. Wykonywano rzeźby w marmurze, kamieniu i brązie. Popularna była tzw. majolika, czyli wypalana glinka z domieszką wapnia, kryta barwnymi polewami.
Do rzeźby związanej z architekturą należy reliefowa dekoracja w kamieniu, która zdobiła fasady, wnętrza, głowice kolumn i portale. Ściśle związana z architekturą była także rzeźba nagrobkowa. Twórcą nowego typu nagrobka był Donatello.
Zaprojektował on nagrobek antypapieża Jana XXIII. Na sarkofagu spoczywa zmarły jakby w spokojnym śnie. Umieszczony jest on w niszy utworzonej między dwiema kolumnami o korynckich kapitelach. Z czasem ten rodzaj nagrobka przeszedł ewolucję. Twórcą nowego typu był Andrea Sansovino – w nagrobkach stworzonych przez niego zastosowano nowy układ postaci zmarłego, w którym głowa jest wsparta na ręce a jedna noga natomiast ugięta w kolanie. Postać znajduje się w półśnie.
Rzeźbę architektoniczną tworzą także pomniki, np. posągi konne dowódców wojsk najemnych. Widać tu nawiązanie do antycznego pomnika Marka Aureliusza.
Ulubionymi tematami w dziełach o wymowie religijnej są: Madonna z Dzieciątkiem, Pietà oraz postać biblijnego bohatera Dawida.
Dzięki zainteresowaniu się sztuką antyku, powszechne stały się tematy mitologiczne. Rzeźbiono postacie bogów, nimfy, amorki i wykorzystywano je jako motywy rzeźby dekoracyjnej. 

## Najwybitniejsi przedstawiciele rzeźby renesansu
- Donatello (Donato di Betto Bardi)
- Andrea del Verrocchio
- Michelangelo Buonarroti (Michał Anioł)
- Lorenzo Ghiberti
- Antonio Pollaiuolo
- Piero del Pollaiuolo
- Desiderio da Settignano
- Mino da Fiesole
- Antonio Rossellino
- Bernardo Rossellino
- Jacopo della Quercia
- Luca della Robbia
- Benedetto da Maiano
- Benvenuto Cellini
- Filippo Brunelleschi
- Gaudenzio Ferrari
- Jacopo Sansovino
- Andrea Pisano